# Euparatettix strimaculatus
Euparatettix strimaculatus is een rechtvleugelig insect uit de familie doornsprinkhanen (Tetrigidae). De wetenschappelijke naam van deze soort is voor het eerst geldig gepubliceerd in 2000 door Zheng, Lu & Li.